# Gonomyia reflexa
Gonomyia reflexa är en tvåvingeart som beskrevs av Alexander 1927. Gonomyia reflexa ingår i släktet Gonomyia och familjen småharkrankar. Inga underarter finns listade i Catalogue of Life.